# Ванфуцзін

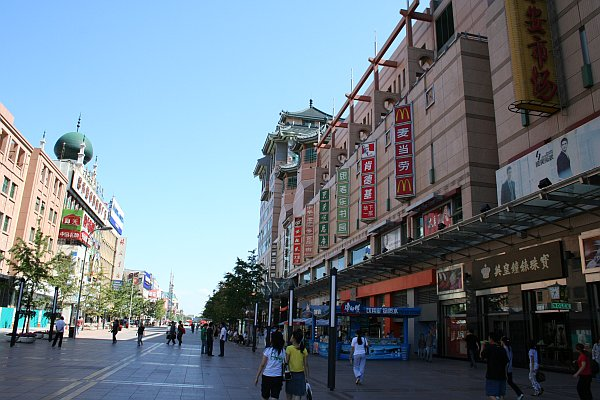

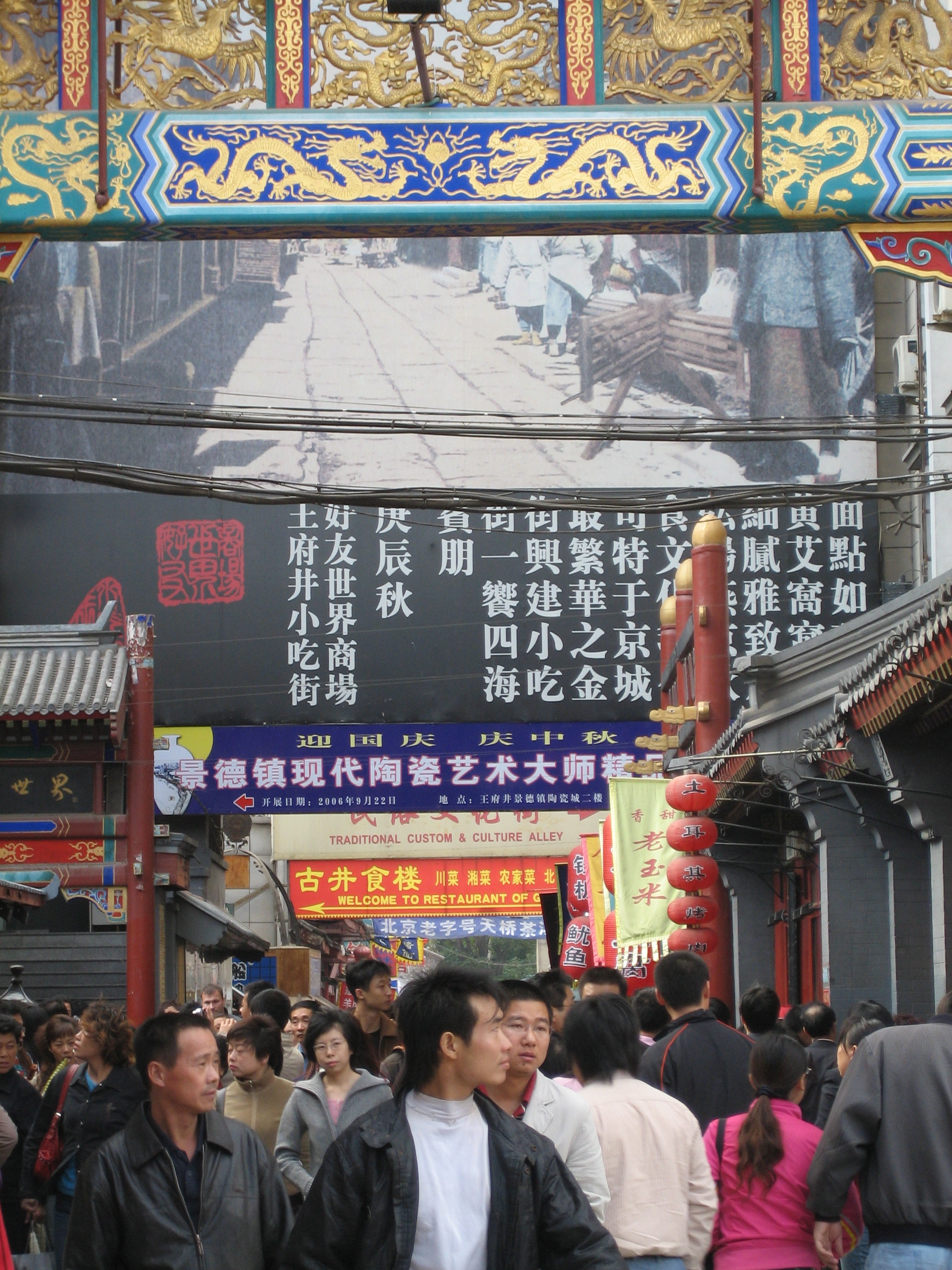

Ванфуцзін (кит.: 王府井) — вулиця міста Пекіна, розташована в районі Дунчен (Східне місто). Одна з найвідоміших торгових вулиць в Пекіні. Іноді її називають «першою вулицею в Китаї» (кит.: 中国 第一 街). Велика частина вулиці пішохідна та закрита для проїзду автомобілів та інших транспортних засобів. Довжина не перевищує 1000 метрів.
З середини правління династії Мін в цьому місці почалася жвава торгівля. За часів династії Цин тут були побудовані десять резиденцій принцес та аристократів, а також джерело, це дало назву вулиці «Ван Фу» (резиденція аристократів), «Цзин» (джерело). За часів династії Цин вулиця називалася Ванфуцзе (кит.: 王府 街) або Ванфудацзе (кит.: 王府 大街). 1903 року був заснований ринок Дунань (кит.: 东 安).

## Історія

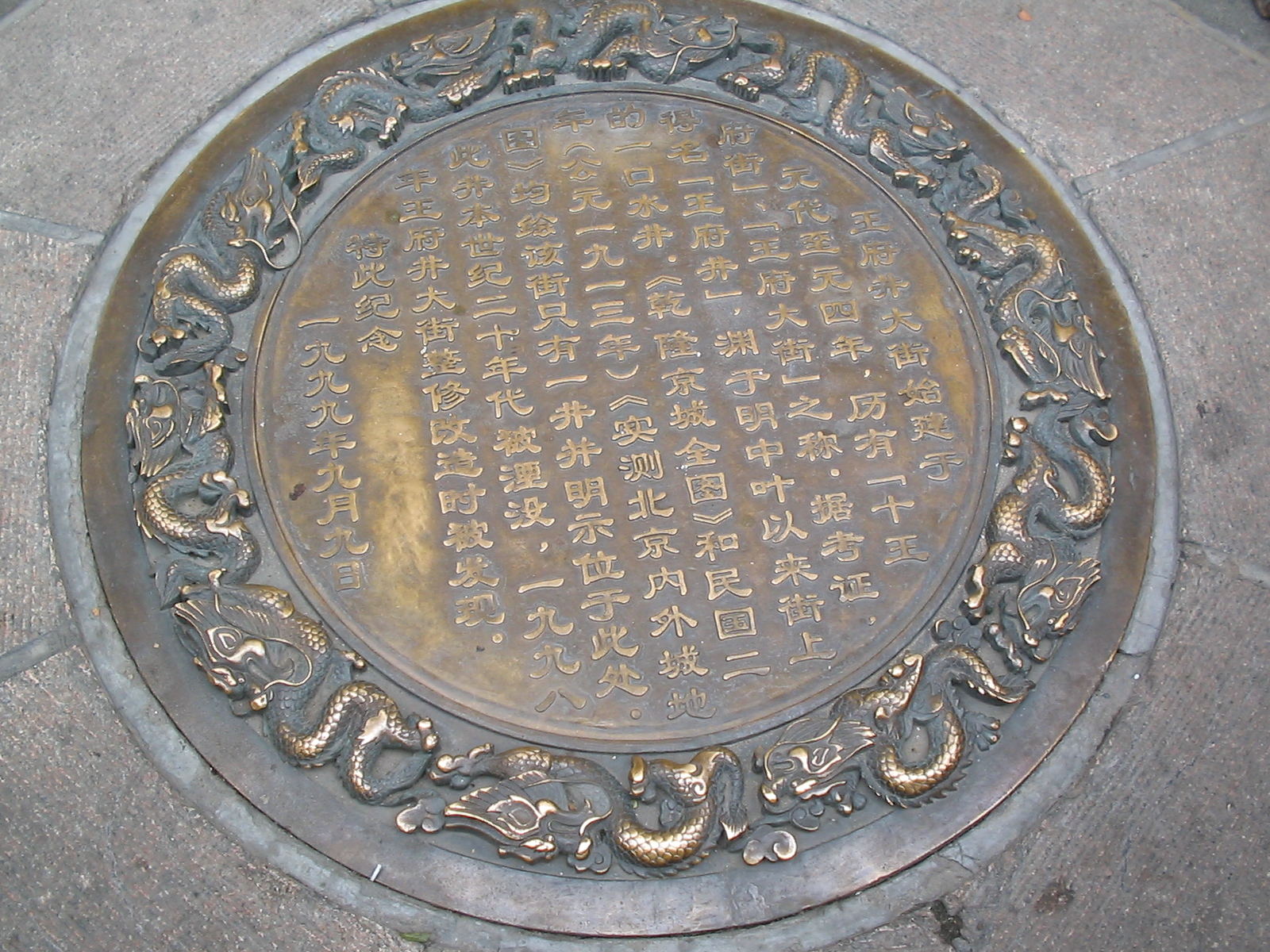
Джерело Ван Фу, яке дало назву вулиці

В 1915 році, згідно з планами зміни міста Пекіна, вулиця була розділена на три частини.
Також у середині 1910-х років Ванфуцзе була раніше відома як вулиця Моррісона (англ. Morrison Street) на честь англійського журналіста Джорджа Ернеста Моррісона. 
У часи культурної революції Ванфуцзін стала назватися Народна вулиця (кит.: 人民 路). 1975 року вулиці було повернуто історичну назву.
З 1949 до кінця 1990-х років тролейбуси, автобуси та інший транспорт ходив безпосередньо по вулиці, але в 1999 і 2000 рр.. були проведені зміни в дорожній рух і велика частина вулиці стала пішохідною. Основний транспорт проходить на схід від Ванфуцзін.
Крім того, з 1996 року починається планова реконструкція вулиці. Ванфуцзін стає ще й підземною вулицею, розширюються торговельні площі.

## Магазини

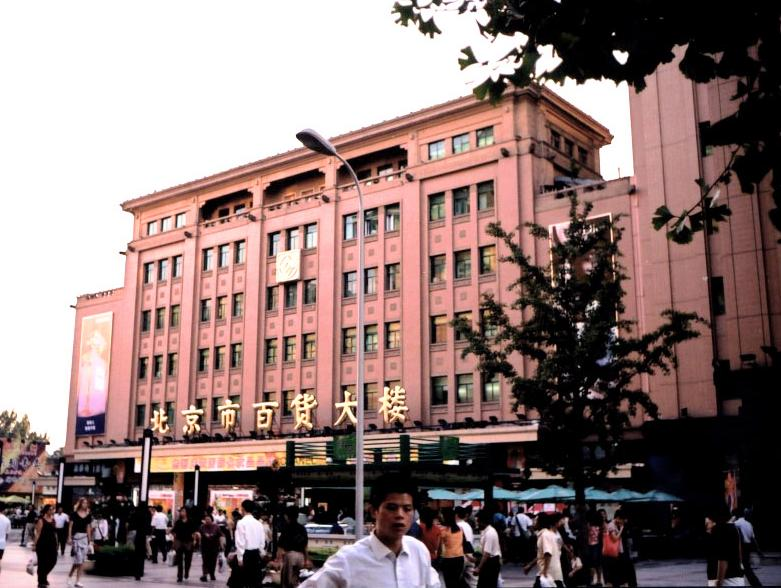

Ванфуцзін — батьківщина близько 280 відомих брендів Пекіна, таких як Магазин головних уборів Шенсіфу (англ. Shengxifu hat store,кит.: 盛锡福), магазин взуття Туншенхе (англ. Tongshenghe shoe shop), Чайний магазин Уюйтай (англ. Wuyutai tea house), смажена качка Цюаньцзюйде (кит.: 全聚德). На вулиці була розташована перша фотостудія, яка офіційно відобразила першого китайського лідера Сунь Ятсена. Мадам Сунь Ятсен допомогла заснувати Новий магазин для жінок та дітей (англ. New China Woman and Children Department Store).

## Вулиця закусок
Нічний ринок Ванфуцзе — називають ринком екзотичної їжі або Вулицею закусок. Тут можна зустріти смажених комах, скорпіонів, а також мешканців глибин. Також можна зустріти екзотичних тварин або їх частини, які призначені для їжі, що може шокувати західного обивателя. Крім того, трапляються і традиційні китайські закуски — шашлички «чуань» (або «чуар» (кит.: 串 儿) або солодкі «Тан хулу» (кит.: 糖葫芦).

## Метро
На Ванфуцзе є станція Пекінського метро, Лінія 1 — на південному краю вулиці.